# مجلس شيوخ أيداهو
مجلس شيوخ أيداهو (بالإنجليزية: Idaho Senate)‏ هو مجلس شيوخ ولاية أيداهو الأمريكية، ويتكون من 35 مقعداً، وهو المجلس الأعلى في Idaho Legislature ‏.

## طالع أيضًا
- Idaho Legislature [الإنجليزية]‏